# 釜磯海水浴場
釜磯海水浴場（かまいそかいすいよくじょう）は、山形県遊佐町にある海水浴場。

## 概要
遊佐町の北東部に位置する海水浴場で、日本海に面している。また、砂浜の所々から冷たい鳥海山の伏流水が流れている。

## 付近
- 十六羅漢岩
- 鳥海ブルーライン
- 湯ノ田温泉